# NGC 6928
NGC 6928 est une galaxie spirale barrée située dans la constellation du Dauphin. Sa vitesse par rapport au fond diffus cosmologique est de 4 398 ± 20 km/s, ce qui correspond à une distance de Hubble de 64,9 ± 4,6 Mpc (∼212 millions d'al). NGC 6928 a été découverte par l'astronome allemand Albert Marth en 1863. Cette galaxie a aussi été observée par l'astronome américain Lewis Swift le 23 septembre 1888 et elle a été inscrite à l'Index Catalogue sous la désignation IC 1325.
La classe de luminosité de NGC 6928 est I-II et elle présente une large raie HI.
À ce jour, deux douzaines de mesures non basées sur le décalage vers le rouge (redshift) donnent une distance de 50,654 ± 15,031 Mpc (∼165 millions d'al), ce qui est à l'intérieur des valeurs de la distance de Hubble. Notons cependant que c'est avec la valeur moyenne des mesures indépendantes, lorsqu'elles existent, que la base de données NASA/IPAC calcule le diamètre d'une galaxie et qu'en conséquence le diamètre de NGC 6929 pourrait être d'environ 42,2 kpc (∼138 000 al) si on utilisait la distance de Hubble pour le calculer.

## Supernova
La supernova SN 2004eo a été découverte dans NGC 6928 le 17 septembre 2011 à Yamagata au Japon par l'astronome japonais Koichi Itagaki. Cette supernova était de type Ia. 

## Groupe de NGC 6928
Selon A. M. Garcia, NGC 6928 est la principale galaxie d'un groupe qui porte son nom. Le groupe de NGC 6928 renferme au moins six galaxies. Les autres membres du groupe sont : NGC 6930, NGC 6927A (PGC 64924), UGC 11571, UGC 11578 et UGC 11599.
D'autre part, NGC 6928 et NGC 6930 forment une paire de galaxies.